# Siramana Dembélé
Siramana Dembélé (Parigi, 27 gennaio 1977) è un allenatore di calcio ed ex calciatore francese, di ruolo centrocampista.

## Palmarès

### Giocatore

#### Competizioni nazionali
- Campionato belga: 1

Standard Liegi: 2007-2008
- Supercoppa del Belgio: 1

Standard Liegi: 2008